# جودفريد هارلدسون
جودفريد هارلدسون (ق. 820– ق. 856) كان ابن الملك الدنماركي Harald Klak. في 826 تم تعميده مع والديه في ماينتس بإمبراطورية الفرنجة، مع ولي العهد لوثر الأول واقفاً كأب روحي.

## أدب
- Simon Coupland (1998)، "From poachers to gamekeepers: Scandinavian warlords and Carolingian kings"، Early Medieval Europe، ج. 7، ص. 85–114، DOI:10.1111/1468-0254.00019